# Ґейзе Стробур
Ґейзе Стробур (нід. Gijze Stroboer, 24 травня 1954) — нідерландський ватерполіст.
Бронзовий призер Олімпійських Ігор 1976 року, учасник 1972 року.